# Thorp T-18
Le Thorp T-18 est un biplace entièrement métallique pour la construction amateur conçu en 1963 par John W Thorp qui souhaitait réaliser un appareil de petite taille mais robuste, avec d’excellentes performances au décollage et en montée. C’est un monoplan à aile basse cantilever, empennage monobloc (Flying-tail) et train classique fixe. Une verrière goutte d’eau lui donne de profil des allures de chasseur, mais c’est un parfait appareil de grand tourisme, croisant à près de 300 km avec deux passagers et 35 kg de bagages.

## Pour la construction amateur, mais métallique
Conçu pour être réalisé sans outillage spécifique, à partir de 12 feuilles d’aluminium (1,22* 3,66 m) d’épaisseur variant de 0,4 à 1 mm d’épaisseur, le prototype fut dessiné autour du groupe auxiliaire de démarrage (GPU) Lycoming O-290G de 115 ch. Ce moteur a depuis été transformé en moteur d’avion Lycoming O-290D, le Thorp T-18 acceptant tout moteur Lycoming de 115 ch (O-235) à 180 ch (IO-360). Les plans du Thorp T-18 furent mis sur le marché en 1964 et retirés en 1984 quand John W Thorp prit sa retraite, après avoir vendu 1350 liasses ! En 2005 on comptait environ 300 Throp T-18 construits dans le monde.

## Un avion de raid
En 1973 Donald P. Taylor tenta de réaliser un rêve d’enfant : Il décolla d’Oshkosh, Wisconsin, à bord du Thorp T-18 qu’il avait construit [N455DT] pour accomplir le tour du monde. La tentative échoua en raison d’une météo défavorable entre le Japon et les Iles Aléoutiennes. Rentré aux États-Unis, il fit installer un nouveau circuit de carburant, s’équipa de moyens de navigation et de communication plus perfectionnés, avant de se lancer dans une nouvelle tentative fin 1976. Il devint le premier pilote à faire le tour du monde avec un avion entièrement construit par un amateur. Baptisé Victoria 76, le Thorp T-18 de Don Taylor fit encore parler de lui : Il fut le premier avion de construction amateur à survoler le Pôle Nord géographique et le Pôle Nord magnétique. Après avoir utilisé cet avion jusqu’au début des années 1980 pour ses déplacements à partir de son ranch isolé dans le désert californien, Don Taylor fit don du Victoria 76 à l’Air Venture Museum d’Oshkosh, où il est conservé aujourd’hui.
En 1976 également Clive Canning effectua une liaison aller-retour entre l’Australie et la Grande-Bretagne, la première du genre sur avion de construction amateur.

## Variantes officielles
T-18C : Travaillant avec John W Thorp, Lu Sunderland dessina pour le T-18 une voilure repliable (Thorp T-18C) et un fuselage élargi pouvant s’adapter sur voilure originale dessinée par John Thorp (Thorp T-18W). La combinaison des deux précédents, fuselage élargi et voilure repliable donne un nouvel appareil (Thorp T-18CW) qui servit de base au Sunderland S-18. Ces trois modifications de la cellule originale furent commercialisées par John W Thorp jusqu'en 1984 comme supplément aux liasses originales.

## Un appareil toujours apprécié

### Sunderland S-18
Fin 1984 John W Thorp prit sa retraite (à 72 ans) et retira les plans du Thorp T-18 de la vente. Lu Sunderland modernisa le Thorp T-18CW, adoptant en particulier un nouveau profil de voilure permettant de réduire de près de 15 km/h la vitesse de décrochage, et refit les plans. Un premier Sunderland S-18 a volé en 1997, un second en 2000. L’avion est aussi disponible en kit auprès de Classic Sport Aircraft. Mis à part la vitesse de décrochage, les caractéristiques du Sunderland S-18 sont identiques à celles de la version originale.

### Thorp T-18L
Cette version mise au point par Eklund Engineering, qui en commercialise aujourd'hui les plans, est un Thorp T-18 standard mais utilisant le même profil d'aile que le Sunderland S-18.